# Juul De Frangh
Jules (Juul) Lodewijk Maria Amelberga De Frangh (Temse, 31 maart 1885 - aldaar, 6 september 1950) was een Belgisch politicus voor het VNV.

## Levensloop
De Frangh groeide op in een traditioneel katholiek gezin en zijn vader was van beroep behanger. Hij doorliep zijn middelbare studies aan het Institut Saint-Lambert te Hollogne-aux-Pierres. Na zijn studies werd hij actief in de ouderlijke zaak. Via zijn schoonbroer Jozef Vercouteren raakte hij betrokken bij de opbouw van het Vlaams Huis in Temse. Tevens werd hij voorzitter van de S.V. Rodenbach.
Bij de lokale verkiezingen van oktober 1938 werd hij vanop de 5e plaats van de kartellijst KVV-VNV met 89 voorkeurstemmen verkozen. Als gevolg van de  'ouderdomsverordening' van 7 maart 1941 werd - op Frans Boel na - het schepencollege ontslagen. Vervolgens werd hij, samen met Frans Smet (VNV) en Jean Boeykens, aangesteld als schepen. Na het overlijden van Frans Boel werd hij op 2 juli 1944 aangesteld als burgemeester van Temse.
Op 9 september 1944 werd hij opgepakt en geïnterneerd in de gevangenis van Dendermonde en vervolgens in het interneringskamp te Lokeren. Hij werd veroordeeld tot 1 jaar gevangenisstraf wegens collaboratie. Hij overleed aan een hartstilstand.